# Frielendorf
Frielendorf település Németországban, Hessen tartományban. Lakosainak száma 7266 fő (2023. december 31.).

## Népesség
A település népességének változása:
| Lakosok száma | 7296 | 7249 | 7182 | 7174 | 7318 | 7266 |
|               | 2015 | 2017 | 2019 | 2021 | 2022 | 2023 |